# 베네수엘라의 정치

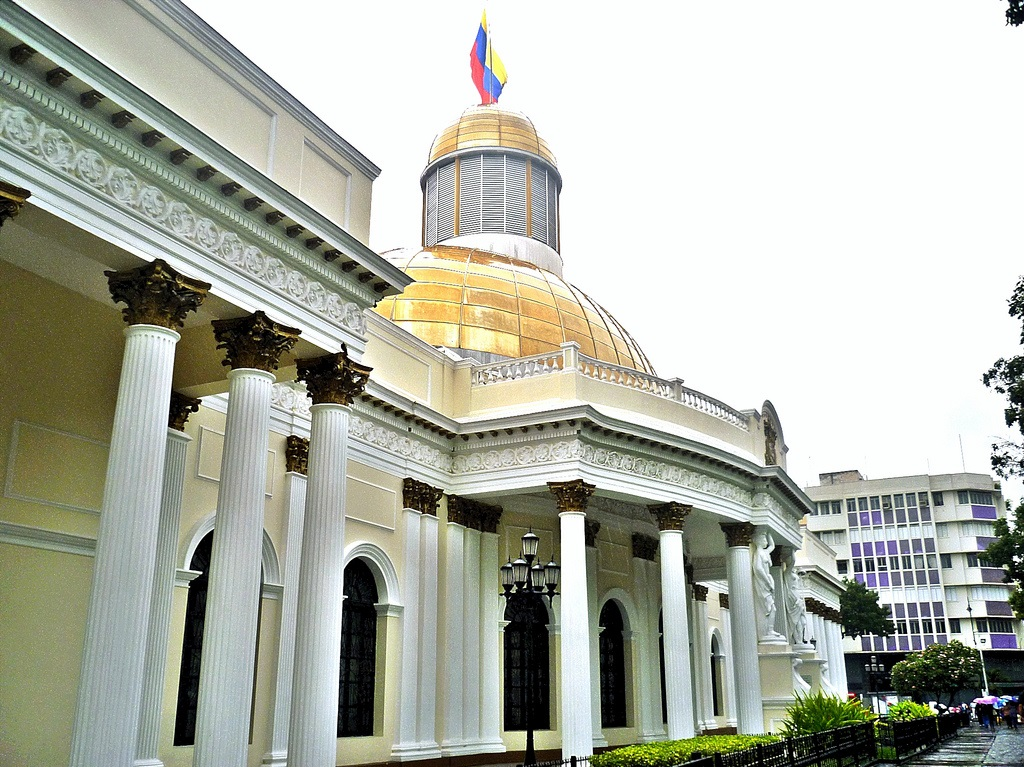
의회

베네수엘라의 정치 문서에서는 베네수엘라의 정부에서 벌어지는 일들을 서술한다.
베네수엘라는 다당제 국가이며 동시에 일당우위제 국가이다. 현재 집권당인 베네수엘라 연합사회당은 2007년 휴고 차베스가 이끌던 5공화국 운동과 기타 지지세력의 통합으로 만들어진 당이다. 이들은 1998년부터 2014년 1월까지 베네수엘라 행정부의 수반인 대통령을 배출했으며, 베네수엘라 의회의 다수 의석을 점하고 있다.
연합사회당에 맞서는 야권 정당연합은 민주연합 원탁회의다. 2008년 결성된 원탁회의는 좌우를 막론한 다양한 야당의 야권연대 기구다. 원탁회의에 참여하지 않고 제3지대에서 활동하는 야당도 있다.
최근까지 베네수엘라 정치에서 가장 중요한 인물은 1998년부터 2013년까지 대통령을 지낸 휴고 차베스였다. 2013년 초 차베스는 사망했지만 그 후계자인 니콜라스 마두로가 보궐선거에서 당선됐다.(2013년 베네수엘라 대선 참고)

## 역사
이 문단에서는 10년 동안의 군사독재가 종식된 1958년의 역사를 서술한다.

### 1958년 ~ 1999년
베네수엘라 민주주의의 역사를 설명하려면 1941년 창설된 민주행동당을 빼놓을 수 없다. 민주행동당의 초기 지도자들은 베네수엘라 민주주의의 기반을 닦은 것으로 평가된다. 민주행동당은 1945년부터 1948년까지 정권을 잡았으나, 이후 10년간 지속된 군사독재 기간 동안에는 권력에서 멀어져 있었다. 1958년 군사독재가 종식된 베네수엘라 국민들은 직접선거를 통해 대통령을 선출했다. 1958년부터 1999년까지의 기간을 흔히 '제4공화국'이라고 부른다. 제4공화국의 성격을 결정한 중요한 사건은 1958년의 푼토 피조 협정이었다. 이 협정에는 민주행동당, 사회기독당, 그리고 당시로선 주요 정당이었던 민주공화연합이 참여했다. 이로 인해 실질적인 양당제 체제가 성립됐고, 베네수엘라 공산당이 추방됐다.
하지만 1990년대 말 들어 양당제의 신뢰성은 바닥을 기었다. 베네수엘라 사람들은 부패와 가난에 시달렸다. 1970년대 베네수엘라는 석유로 인한 막대한 수입을 탕진해 버렸고, 1980년대에는 국가 부채 위기에 시달렸다. 민주행동당의 마지막 대통령인 카를로스 안드레스 페레즈는 1993년 부패 혐의로 탄핵당한 뒤 수년을 감옥에서 지냈다.
민주행동당과 더불어 양당제를 이끌었던 당은 2차례 대통령을 배출한 사회기독당이었다. 하지만 양당의 신뢰가 무너지면서 새로운 세력이 등장하게 됐다. 1993년 베네수엘라 대선의 승리자는 30%를 득표한 라파엘 칼데라였다. 그는 새로운 선거연합인 국민 단결 소속이었다. 이후에도 기존 양당의 지지도는 꾸준히 하락세를 겪었다. 결국 1998년 베네수엘라 대선에서는 그동안 기성 정치권의 외부에 있었던 우고 차베스가 승리하게 된다.

### 1999년 ~ 현재
차베스는 집권 이후 대규모 사회 운동인 볼리바르 혁명을 시작했다. 그는 공약에 따라 1999년 베네수엘라 제헌 의회를 소집했고, 제헌의회는 새로운 베네수엘라 헌법을 제정했다.
차베스의 반대파들은 2002년 쿠데타를 통해 차베스를 제거하려 했으나 무위로 돌아갔다. 이후에도 반대파들은 총파업을 벌였고, 2004년에는 대통령 국민소환을 시도했지만 모두 실패했다. 이어 야권은 2005년 총선을 보이콧했지만 2006년 차베스는 3선에 성공한다. 하지만 차베스도 2007년 개헌 국민투표에서 패배한다. 당시 개헌안에는 선거 연령 하향 조정, 주간 노동시간 단축 등이 들어 있었지만, 대통령의 연임 제한을 철폐한 것이 논쟁이 됐다.
2007년에는 새로운 여당인 베네수엘라 연합사회당이 출범한다. 이는 차베스와 볼리바르 혁명을 지지하는 세력들이 모인 정당이다. 2008년 야권은 민주연합 원탁회의를 창설했다. 2012년 대선에서 야권은 후보 단일화에 성공했지만 차베스의 4선을 막지 못했다.
2013년 3월, 차베스가 지병으로 숨을 거뒀다. 4월 치러진 대통령 보궐선거에서 차베스의 후계자인 니콜라스 마두로는 50.6%를 득표해 49.1%를 얻은 야권 단일후보 엔리케 카프릴레스 라돈스키를 제치고 당선됐다.

## 선거
베네수엘라의 국민들은 직접선거를 통해 베네수엘라의 대통령을 선출한다. 베네수엘라의 대통령은 국가 원수이면서 동시에 행정부 수반이다. 또한 베네수엘라 국민들은 베네수엘라 의회의 의원들을 선출하는데, 베네수엘라 의회는 단원제를 취하고 있다.
2009년 개헌 이후 베네수엘라의 대통령은 재선이 가능하며 임기는 6년이다. 베네수엘라 의회 의원의 숫자는 165명이며, 임기는 5년이다.

### 최근 선거
- 의회 : 2010년 베네수엘라 총선
- 지방 : 2012년 베네수엘라 지방선거
- 대통령 : 2013년 베네수엘라 대통령 선거

## 같이 보기
- 차베스주의